# گردنبند (بی‌دی‌اس‌ام)

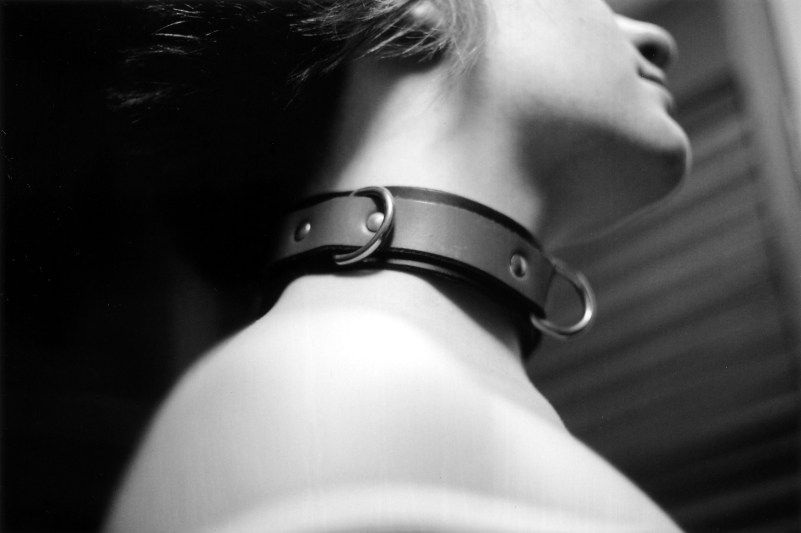
یک زن که یک قلاده به گردن دارد.

طوق، قلاده یا کولار (به انگلیسی: Collar، /ˈkɑː.lɚ/) در بی‌دی‌اس‌ام ابزاری است که به گردن شخص مطیع یا برده بسته می‌شود. به فردی که قلاده به گردن دارد طوقی (به انگلیسی: collared) گفته می‌شود. قلاده معمولاً از چرم سیاه است و مثل تسمه دور گلو بسته می‌شود.
برخی از افراد قلاده بندی را با آیین و تشریفات ویژه‌ای همراه می‌سازند و طوق همانند حلقهٔ ازدواج نقشی مقدس در رابطه‌شان ایفا می‌کند.